# Dongbai Shan
Dongbai Shan (kinesiska: 东白山) är ett berg i Kina. Det ligger i provinsen Zhejiang, i den östra delen av landet, omkring 89 kilometer söder om provinshuvudstaden Hangzhou. Toppen på Dongbai Shan är 1 072 meter över havet. Dongbai Shan ingår i Guiji Shan.
Runt Dongbai Shan är det tätbefolkat, med 427 invånare per kvadratkilometer. Närmaste större samhälle är Changle, 16,8 km öster om Dongbai Shan. I omgivningarna runt Dongbai Shan växer i huvudsak blandskog.
Genomsnittlig årsnederbörd är 2 143 millimeter. Den regnigaste månaden är juni, med i genomsnitt 396 mm nederbörd, och den torraste är januari, med 70 mm nederbörd.